# Blood Red Shoes
Blood Red Shoes — альтернативная рок-группа из Брайтона, Великобритания. Группой выпущено четыре студийных альбома, Box of Secrets, Fire Like This, In Time to Voices, Blood Red Shoes, а также множество ранних синглов на ограниченных виниловых пластинках.

## История

### Формирование
Blood Red Shoes образовались в 2005 году из распавшихся групп участников дуэта Стивена Энселла и Лоры-Мэри Картер. В одном из интервью, Картер объяснила название группы: пошло оно из истории актрисы Джинджер Роджерс, голливудской звезды 30-х годов. Ей приходилось бесчисленное множество раз переснимать танцевальные эпизоды в фильмах, и частенько её ноги начинали кровоточить, окрашивая белоснежные туфли в красный цвет.
Коллектив базируется на андеграундной панк- и рок-музыке, в качестве источников вдохновения музыканты называют группы Babes in Toyland, Nirvana, Queens of the Stone Age, Q and not U, Pixies, Fugazi и Sonic Youth, ещё считают своими героями Blur и PJ Harvey. Blood Red Shoes, мягко говоря, далеки от стандартной британской музыки. Они больше предпочитают считать себя панк-группой, как по духу, так и по содержанию. Тексты группы переполнены мыслями о скуке, отчуждении, злости, разочаровании, смятении и, в конце концов, о надежде на свободу.
Группа открыто участвует в различных антифашистских кампаниях, например «Love Music Hate Racism», и принимает участие в феминистских фестивалях наподобие «Ladyfest».

### Первые синглы
Первый дебютный сингл, «Victory For The Magpie» появился на свет 18 июля 2005 года, затем за ним последовал двойной сингл «Stitch Me Back / Meet Me at Eight», затем «A.D.H.D» и «You Bring Me Down». После сыгранных трёхсот концертов по всей Великобритании, их наконец-то подписал лейбл V2, который выпустил ещё два сингла «It’s Getting Boring By The Sea» и «I Wish I Was Someone Better», которые позже вошли в основу компиляции синглов І’ll Be Your Eyes, вышедшей 25 июня 2007 года.
Группа в течение пары дней 2007-го играла на фестивале Cadmen Crawl, была хедлайнером на Red Stripe Music Awards наравне с Yourcodemaneis:Milo. Также ребята стали одной из четырёх групп, которые играли во время NME New Music Tour все в том же 2007-м. Летом 2007-го «туфли» активно колесили по разнообразным фестивалям, включая T In The Park, Underage Festival и Electric Gardens Festival. Выступали на разогреве у Maximo Park, Panic! At The Disco, The Gossip, Rage Against the Machine.

### Box of Secrets
Лейбл Mercury Records выпустил дебютный альбом под названием Box of Secrets 14 апреля 2008 года. В ноябре 2007 года альбом неизвестным образом «утёк» на приватные торрент-трекеры. Группа заявила, что не имеет ничего против обмена файлами и скачивания музыки, однако то, что их первый серьёзный релиз находится в доступе за пределами их контроля и тем более без обложки и буклета с текстами, конечно, было признано провалом с их стороны. Но несмотря на это, альбом отметился в британском хит-параде топ-100 альбомов. «Туфли» отыграли девятидневный тур по Британии, а также на различных фестивалях, среди которых оказались престижные Reading And Leeds Summer Sonic, Pukkelpop, Lowlands, Melt! в поддержку своего Box Of Secrets.

### Fire Like This
После осенне-зимнего тура, команда поставила временный мораторий на концертную деятельность на пару месяцев в начале 2009 года, чтобы написать новые песни для следующего альбома. В марте 2009 года группа вновь была полна сил и снова начала гастролировать. На каждом концерте исполнялись новые песни, иногда были и незаконченные треки без какого-либо текста. Позже стала появляться информация, что группа работает над вторым альбомом вместе с Майком Корсси на Motor Museum Studio в Ливерпуле. 25 ноября на официальном сайте выложили новый трек под названием «Colorus Fade». Премьера нового сингла под названием «Light It Up» состоялась 5 января 2010 года на Radio 1. На физических носителе сингл вышел 22 февраля, за неделю до релиза второго студийного альбома Fire Like This, релиз которого состоялся 1 марта 2010 года. Следующий сингл «Don't Ask» вышел 10 мая 2010 года, а сингл «Heartsink» ― 16 августа 2010 года.

### Blood Red Shoes
3 декабря 2013-го группа в своем микроблоге Twitter группа сообщила о выходе четвёртого студийного альбома со скромным названием Blood Red Shoes. Пластинка была выпущена 3 марта 2014 года.

## Дискография

### Альбомы
| Альбом            | Дата релиза    | UK |
| ----------------- | -------------- | -- |
| Box of Secrets    | 14 апреля 2008 | 47 |
| Fire Like This    | 1 марта 2010   | 95 |
| In Time to Voices | 26 марта 2012  | 61 |
| Blood Red Shoes   | 3 марта 2014   | 49 |
| Get Tragic        | 25 января 2019 | 58 |
| GHOSTS ON TAPE    | 14 января 2022 |    |

### Синглы
| Сингл                                               | Дата релиза     | UK Singles Chart | Альбом            |
| --------------------------------------------------- | --------------- | ---------------- | ----------------- |
| «Victory for the Magpie» (EP)                       | 18 июля 2005    | -                | -                 |
| «Stitch Me Back / Meet Me at Eight» (Double A-Side) | 20 февраля 2006 | -                | -                 |
| «A.D.H.D»                                           | 15 мая 2006     | -                | -                 |
| «You Bring Me Down»                                 | 20 ноября 2006  | -                | I'll Be Your Eyes |
| «It's Getting Boring by the Sea»                    | 11 июля 2007    | -                | I'll Be Your Eyes |
| «I Wish I Was Someone Better»                       | 29 октября 2007 | 186              | Box of Secrets    |
| «You Bring Me Down» (Re-Release)                    | 4 февраля 2008  | 64               | Box of Secrets    |
| «Say Something, Say Anything»                       | 7 апреля 2008   | 79               | Box of Secrets    |
| «This Is Not for You»                               | 7 июля 2008     | -                | Box of Secrets    |
| «Colours Fade»                                      | 25 ноября 2009  |                  | Fire Like This    |
| «Light It Up»                                       | 22 февраля 2010 | -                | Fire Like This    |
| «Don't Ask»                                         | 10 мая 2010     | -                | Fire Like This    |
| «Heartsink»                                         | 16 августа 2010 | -                | Fire Like This    |
| «Cold»                                              | 19 марта 2012   | -                | In Time to Voices |

### Сборники
- I'll Be Your Eyes — (V2 Records) 25 июля 2007

## Состав

### Лора-Мэри Картер
Используемые инструменты:
- Fender American Telecaster
- Fender Japanese '62 Reissue Telecaster
- Springtime
- Marshall DSL50 JCM2000 Head
- Marshall 1960TV Cabinet
- Boss DD-6
- Boss TU-2
- Marshall Guv’nor GV-2 Plus
- Electro-Harmonix Big Muff Pi
- Electro-Harmonix Deluxe Memory Man

### Стивен Энселл
Установка Стивена состоит из четырёх частей и трёх тарелок:
- Tama Drum Kit (13" rack tom, 16" floor tom, 22" bass drum)
- Zildjian Cymbals (14" hats, 18" crash, 21" ride)
- Ludwig Black Beauty Snare Drum
- Roland SPD-S sample pad